# Justinià I
Justinià I el Gran (llatí: Flavius Petrus Sabbatius Iustinianus; grec antic: Ιουστινιανός ο Μέγας, Iustinianós o Megas), també conegut entre els cristians ortodoxos orientals com a sant Justinià el Gran, va ser l'emperador romà d'Orient des de l'any 527 fins al 565. Va ser el segon membre de la dinastia justiniana tot succeint al seu oncle Justí I.
El regnat de Justinià destaca pel seu ambiciós projecte de restauració de l'Imperi Romà. Aquesta ambició era expressada en la recuperació parcial dels territoris de l'Imperi Romà d'Occident, incloent-hi també la ciutat de Roma i alhora, potser de major transcendència a llarg termini, en la reescriptura uniforme del dret romà, el Corpus Iuris Civilis, que és encara la base de dret civil en molts estats moderns. El seu regnat es considera un dels punts àlgids de la cultura romana d'Orient.

## Biografia

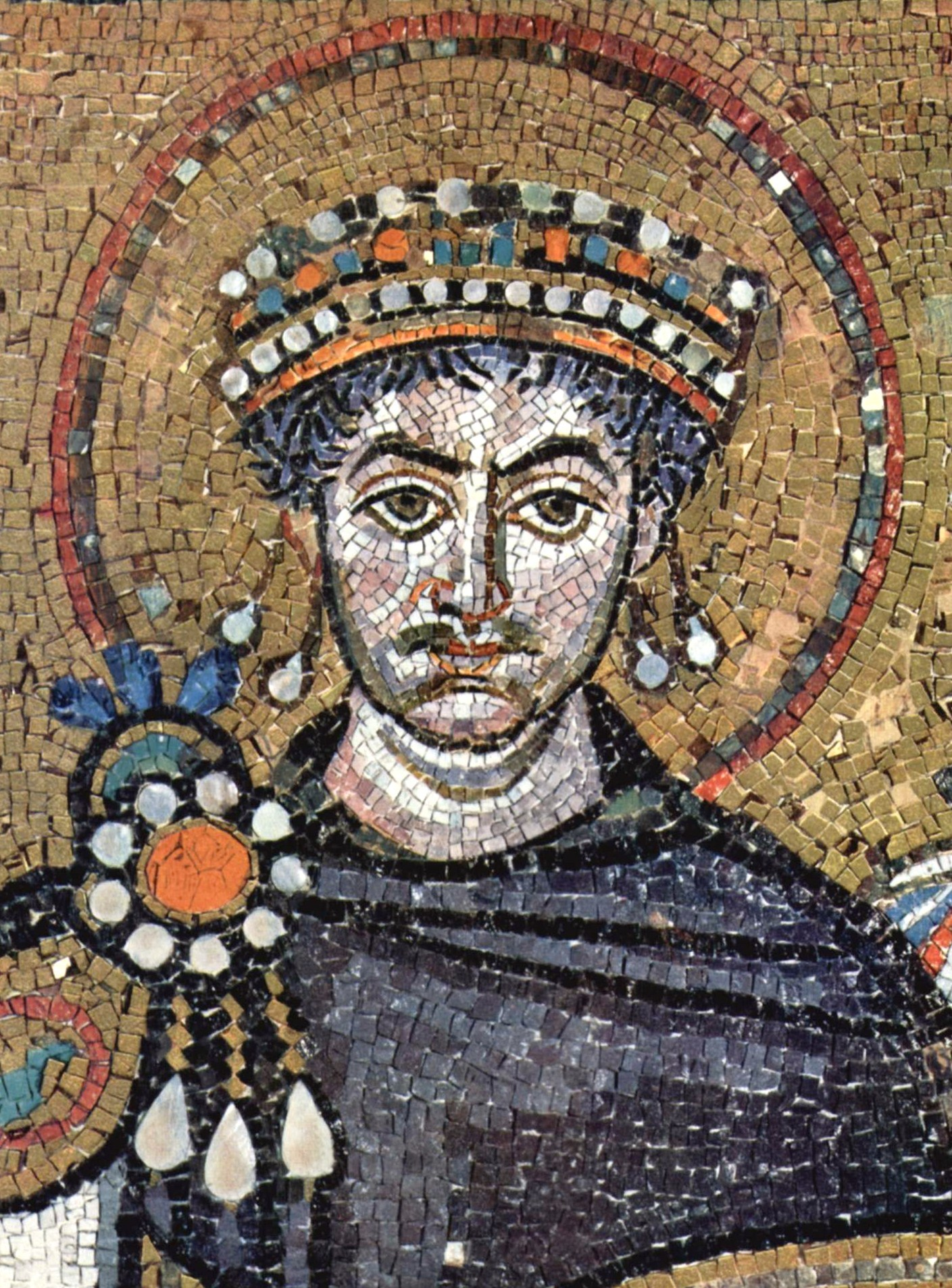
Justinià I el Gran representat en un mosaic de Sant Vidal de Ravenna.

Justinià va néixer en el si d'una família camperola de parla llatina en un petit poble anomenat Taurèsium, prop de Justiniana Prima, en l'actual Macedònia del Nord, cap a l'any 482. La seva mare va ser Vigilància, germana de l'emperador Justí I, que havia estat també pagès i va arribar a emperador després de ser guàrdia imperial. Justí adoptà el seu nebot Justinià, el va acollir a Constantinoble, i li donà una bona educació en jurisprudència, teologia i història. Se sap que Justinià serví una temporada en la guàrdia imperial però els detalls dels inicis de la seva carrera són desconeguts.
Quan l'emperador Anastasi I Dicor va morir el 518, Justí va ser proclamat emperador, amb l'ajuda ja significativa de Justinià. Durant el regnat del nou emperador (518-527), Justinià va ser el seu confident; a finals del regnat, quan Justí va començar a sentir-se vell, Justinià va assumir importants responsabilitats en el govern. Justinià va ser nomenat cònsol el 521, i posteriorment comandant de l'exèrcit de l'est. Ell ja actuava com a regent virtual abans que Justí el nomenés emperador soci l'1 d'abril del 527. Quatre mesos després moria Justí, l'1 d'agost, i Justinià assumiria el control del govern ja formalment.
A causa dels seus hàbits de treball, un treballador incansable, se'l coneixia com «l'emperador que no dorm mai». Sembla que era de caràcter cordial i gens distant. S'envoltava d'homes i dones de gran talent, «homes nous», seleccionats no basant-se en l'origen aristocràtic, sinó pels seus mèrits.
Cap al 525 es va casar amb Teodora, una cortesana uns 20 anys més jove que ell. Anys enrere no ho hauria pogut fer per llei, però l'emperador Justí I va aprovar una llei que permetia el matrimoni entre diferents classes socials. Teodora es convertiria en una persona molt influent en la política de l'imperi, i els emperadors posteriors seguirien el precedent de Justinià i es casarien amb dones de fora de la classe aristocràtica. El matrimoni inicialment va provocar un fort escàndol, però Teodora demostraria ser molt intel·ligent i llesta, amb molt bon criteri i la seguidora més fervent de Justinià.
El 13 de novembre del 565 Justinià va morir i, com que no havia tingut fills, va nomenar successor august al seu nebot Justí II i com a segon en la successió, amb el títol de cèsar, al general Justí.

## Obra política i cultural

L'Imperi Romà d'Orient (taronja fosc) i els territoris occidentals reconquerits durant la renovatio imperii (taronja clar)

La seva obra política fou dominada per la idea de la renovatio imperii, recuperar les províncies de l'antic Imperi Romà d'Occident, que els romans havien perdut per les tribus bàrbares invasores al segle anterior, durant el període migratori amb una base ideològica vertebradora cristiana. A l'Occident, en llargues campanyes, dutes a terme sobretot per Belisari, Narses i Joan Troglita, reconquerí als vàndals entre 533 i 534 la Numídia, Còrsega, Sardenya i les Balears) i la regió del sud-est de la península Ibèrica als visigots (552).
En 535 començà la guerra als ostrogots prenent Sicília, i Roma, acabant el 540 amb Ravenna, la caiguda de la capital del Regne Ostrogot d'Itàlia i l'aparent reconquesta d'Itàlia pels romans d'Orient. L'ostrogot Tòtila va dedicar tots els seus esforços a la restauració des regne i va poder rebutjar amb èxit un atac dels romans d'Orient a Verona en 541. Un any més tard, atacava i derrotava l'exèrcit romà d'Orient en la batalla de Favència. Tòtila tenia per política tractar bé als vençuts i sovint aquests passaren a engrossir les seves files. Així, amb un exèrcit cada cop més gran, Tòtila va decidir deixar enrere la Tuscània i Itàlia central, massa ben defensada, i passar al sud de la península on va capturar Benevent i les províncies de Lucània, Calàbria i Pulla. El 545, Tòtila prenia posicions al voltant de Roma, alhora que es preparava per aturar a Belisari i els seus moviments per alliberar la ciutat. El Papa Vigili I va fugir cap a Siracusa, des d'on va enviar una petita flota de naus carregades de gra cap a Roma, però les naus de Tòtila les interceptaren en la boca del Tíber. Les naus de Belisari, que també intentaren arribar a Roma navegant pel Tíber, arribaren massa tard, ja que vençuda per la fam, la ciutat havia ja obert les portes als gots. La ciutat fou saquejada, però les muralles i fortificacions foren aviat reparades quan els gots marxaren cap a la Pulla i Belisari va poder finalment entrar a la ciutat. Així, el segon cop que Tòtila va atacar Roma, fou derrotat pel general romà d'Orient. Els Ostrogots llavors capturaren un gran nombre de ciutats, com Perusa, mentre Belisari restava tancat rere les muralles de Roma i rebia ordres de l'emperador d'abandonar Itàlia. Amb Belisari fora de la península, Tòtila atacava Roma per tercera vegada, capturant-la gràcies a la traïció d'alguns defensors. Després va conquerir Sicília, Còrsega i Sardenya, i part de la seva flota també atacava les costes de Grècia.
Justinià I es va decidir a organitzar una darrera campanya que posés fi a la guerra. Amb la victòria la tardor del 551 en la batalla de Sena Gallica davant de la costa adriàtica d'Itàlia, la marina romana d'Orient va posar fi als esforços dels ostrogots per impedir l'arribada de l'exèrcit romà d'Orient liderat per Narses, veterà dels primers anys del conflicte, que desembarcà a Itàlia amb un gran exèrcit i va derrotar completament Tòtila en la batalla de Tagines el juliol del 552. Tòtila va morir durant la batalla o immediatament després. El seu successor, Teia, també cauria poc després davant Narses en la batalla del Mont Lactari, finalitzant la guerra i el Regne Ostrogot d'Itàlia.
Justinià contingué per la força els eslaus i els huns, i estengué el regne, per tot Tràcia i Il·líria, fins al Danubi. El 562 Justinià hagué de signar un compromís amb Còsroes I, el qual, aprofitant les lluites a Occident, havia envaït Antioquia de l'Orontes, trencant així l'acord de pau perpètua, i va haver de pagar tribut als perses. La reconquesta de bona part dels territoris de l'antic Imperi Romà d'Occident li valgué els sobrenoms d'«Alamànic», «Gòtic», «Fràncic», «Germànic», «Alànic», «Vandàlic» i «Africà», en referència als enemics vençuts durant les seves campanyes. La majoria de les reconquestes van ser efímeres: els longobards van envair la meitat nord d'Itàlia tres anys després de la mort de Justinià i els visigots van recuperar la totalitat dels territoris ibèrics a principis del segle vii, mentre que Àfrica i diverses illes del Mediterrani van resultar conquerides pels musulmans al llarg dels segles següents. Les Illes Balears caigueren definitivament el 902. L'última possessió romana d'Orient dels antics territoris occidentals, Bari, es va perdre l'any 1158.
Després de rebre la notícia d'una rebel·lió a Pèrsia i d'una epidèmia a l'exèrcit del rei Còsroes I de l'Imperi Sassànida, els exèrcits romans de Justinià van iniciar una precipitada invasió de l'Armènia persa. Les forces perses de la regió, superades en nombre, van realitzar una emboscada meticulosa a la fortalesa muntanyosa d'Anglon, derrotant de manera decisiva les forces romanes, però els perses no els van perseguir pel terreny accidentat per por d'una emboscada d'una força romana superior, però els romans van continuar fugint de la regió.
Justinià també destacà per la seva obra jurídica, que constituí la base del dret romà i que marcà tota la legislació medieval i fins als temps moderns: el Codex Constitutionum, el Digest o Pandectes, les Institucions i les Novel·les; la compilació de totes aquestes obres o reculls és coneguda amb el nom de Corpus Iuris Civilis.
En el camp de l'art cal destacar sobretot les construccions i decoracions amb mosaics fetes a la capital romana d'Orient, especialment Santa Sofia, que va reconstruir, ja que s'havia cremat durant els disturbis de la Nika i les esglésies de Sant Vidal i Sant Apol·linar in Classe, a Ravenna. També durant el seu regnat es van fer treballs al gran palau imperial i se li va dedicar una columna amb una estàtua eqüestre que el representava amb vestimenta de guerrer.
Justinià es va preocupar de fortificar les ciutats frontereres de l'imperi des d'Àfrica fins a l'Orient i va assegurar el subministrament d'aigua a la capital amb la construcció de cisternes subterrànies amb forma de basílica. A la ciutat fronterera de Dara, va fer construir un mur de contenció amb forma arquejada amb la finalitat de salvar els ciutadans en cas de desbordament del riu que per allí passa. A Bitínia es va construir un llarg pont sobre el riu Sangarius per assegurar un millor desplaçament de les tropes. Encara més, Justinià va restaurar ciutats que havien quedat malmeses pel terratrèmol de l'any 551 o per les guerres i en va crear una de nova a prop del seu lloc de naixement la qual va anomenar Justiniana Prima, que s'esperava que substituís Tessalònica com a centre polític i religiós a Il·líria.

## Política religiosa

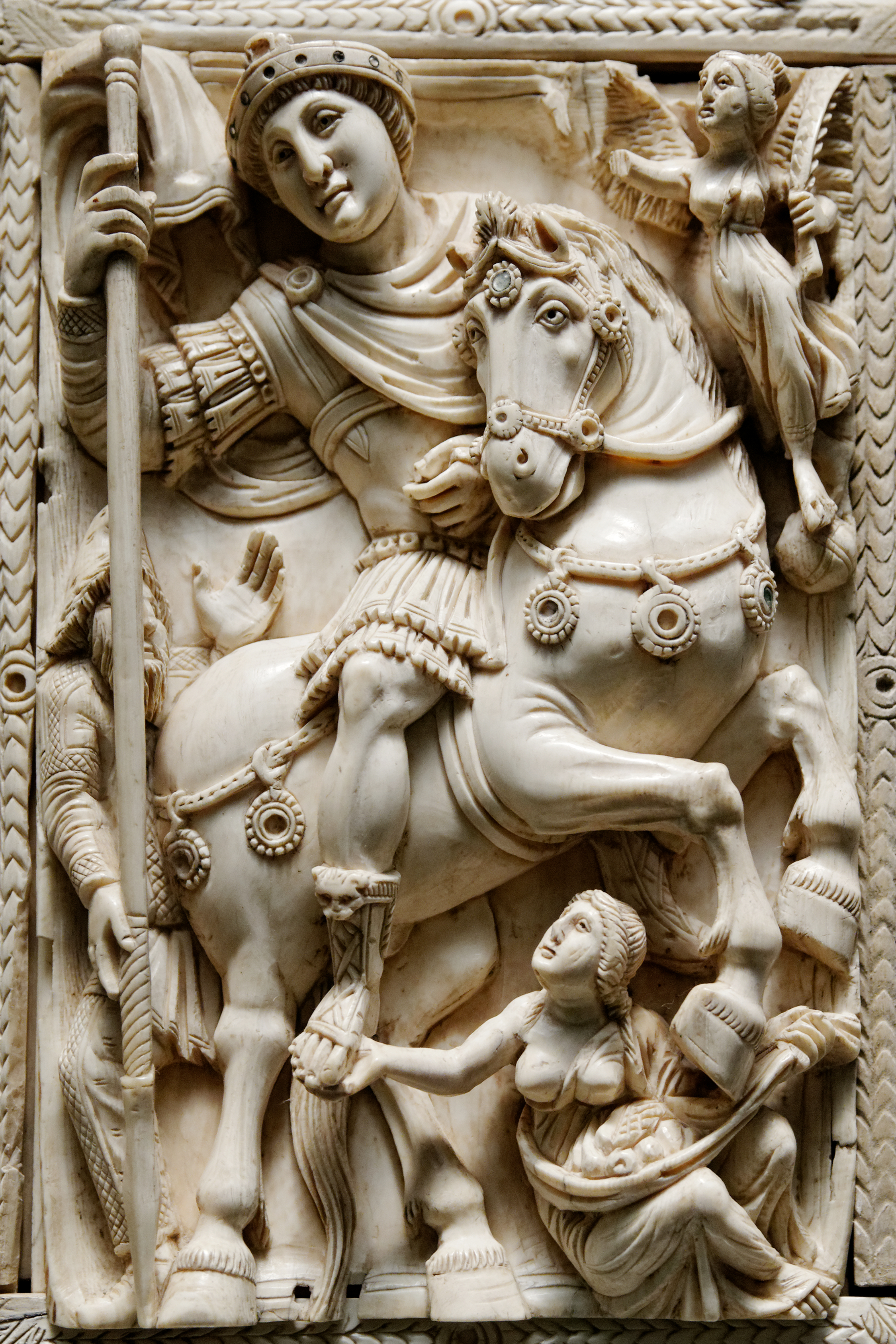
Ivori Barberini que representa l'emperador Justinià triomfant, probablement al voltant de 540-550, Museu del Louvre

En el camp religiós, Justinià temia que el monofisisme acabés en un cisma entre els cristians, seguí una línia neocalcedoniana, intentant l'entesa entre calcedonians i monofisites. Amb un edicte de 543-544 condemnà cm heretgia els escrits anomenats els Tres Capítols, que en un primer moment el papa Vigili I havia acceptat. La polèmica d'un pontífex recolzant anatemes va forçar la convocatòria urgent del Concili de Constantinoble II de 533, el cinquè ecumènic, i l'amenaça de detenció indefinida del papa, qui va acabar signant la condemna. El 529 l'emperador va tancar l'escola d'Atenes, que considerava un focus de paganisme.
Justinià creia que la religió ortodoxa del seu imperi es veia amenaçada pels diversos corrents religiosos amb els quals compartia temps i espai, especialment pels heretges monofisites, que tenien molts seguidors a les províncies orientals de Síria i Egipte. La doctrina monofisita havia estat condemnada com a heretgia al Concili de Calcedònia del 451, i les polítiques de tolerància davant el monofisisme de Zenó i d'Anastasi I Dicor havien estat una font de tensió en les relacions amb els bisbes de Roma. L'emperador va invertir aquesta tendència i es confirma en la doctrina de Calcedònia, condemnant obertament els monofisites. Justinià va continuar amb aquesta política, va intentar imposar la unitat religiosa als seus súbdits forçant-los a acceptar compromisos doctrinals que atraguessin totes les parts, una política que es demostrà poc reeixida, ja que no la complí ningú.
L'emperadriu Teodora simpatitzava amb el monofisites, i es diu que això fou una font constant d'intrigues a la cort de Constantinoble en els seus primers anys. Durant tot el seu regnat Justinià, que tenia un interès genuí en les matèries de teologia, fou autor d'un petit nombre de tractats teològics.

### Persecució de pagans i heretges
La política religiosa de Justinià reflectia la convicció imperial basada en la idea que la unitat de l'Imperi pressuposava necessàriament la unitat de la fe; i això comportava indubtablement que aquesta fe tan sols podia ser l'ortodoxa. Aquells que professessin una fe diferent, sofririen directament el procés iniciat en la legislació imperial, que des de Constanci II continuava fins aquells moments amb vigor. El Còdex recollia dues lleis que decretaven la destrucció total del paganisme, fins i tot a la vida civil, i les seves disposicions serien aplicades amb virulència. Les fonts contemporànies (Joan Malales, Teòfanes i Joan d'Efes) deixen constància de grans persecucions contra els no cristians, fins i tot contra gent de les altes esferes.
Tal vegada el fet més lamentable va succeir el 529 quan l'Acadèmia Platònica d'Atenes, fundada vers el 387 aC per Plató, va passar a mans de l'Estat per ordre de Justinià, aconseguint així l'extinció real d'aquesta escola de pensament hel·lenista. El paganisme fou activament reprimit. Tan sols a l'Àsia Menor, Joan d'Efes afirmava haver convertit 70.000 pagans. També a altres pobles se'ls imposà el cristianisme, com ara: els hèruls, els huns de les vores del Riu Don, els abasigis i els tzani del Caucas.
El culte d'Ammon a Awdjila, al desert de Líbia, fou prohibit, d'igual manera que les restes del culte a Isis a l'illa de Philae, al primer salt d'aigua del Nil. El prevere Julià i el bisbe Longí dirigiren una missió cap a la terra dels nabateus, i Justinià tractà de reforçar el cristianisme al Iemen, enviant-hi a un eclesiàstic egipci.
També els jueus sofriren aquestes mesures; varen veure restringits els seus drets civils, foren amenaçats els seus privilegis religiosos, l'emperador interferí en els assumptes interns de les sinagogues i fou prohibit l'ús de l'hebreu en el culte diví. A aquells que s'oposessin a aquestes mesures se'ls amenaçava amb càstigs físics, l'exili o la pèrdua de les seves propietats. Els jueus de Borium, a prop de la Gran Sirte (que ara és el Golf de Sidra a Tunísia), que havien oposat resistència a Belisari durant la campanya contra els vàndals, es varen veure forçats a convertir-se al cristianisme i la seva sinagoga esdevingué una església.
Els samaritans donaren molts problemes a Justinià, ja que resultaren més refractaris davant la imposició del cristianisme i se sublevaren diversos cops. L'emperador s'hi enfrontà amb una sèrie de rigorosos edictes, però no va poder evitar que a finals del seu regnat es produïssin hostilitats contra els cristians a Samària. La política de Justinià també condemnava els maniqueus a una dura persecució, se'ls amenaçava amb l'exili o la pena de mort. Una vegada, a Constantinoble, un nombre no precisament petit de maniqueus fou executat en presència de l'emperador, a alguns els ofegaren i d'altres foren cremats.

## Economia i administració

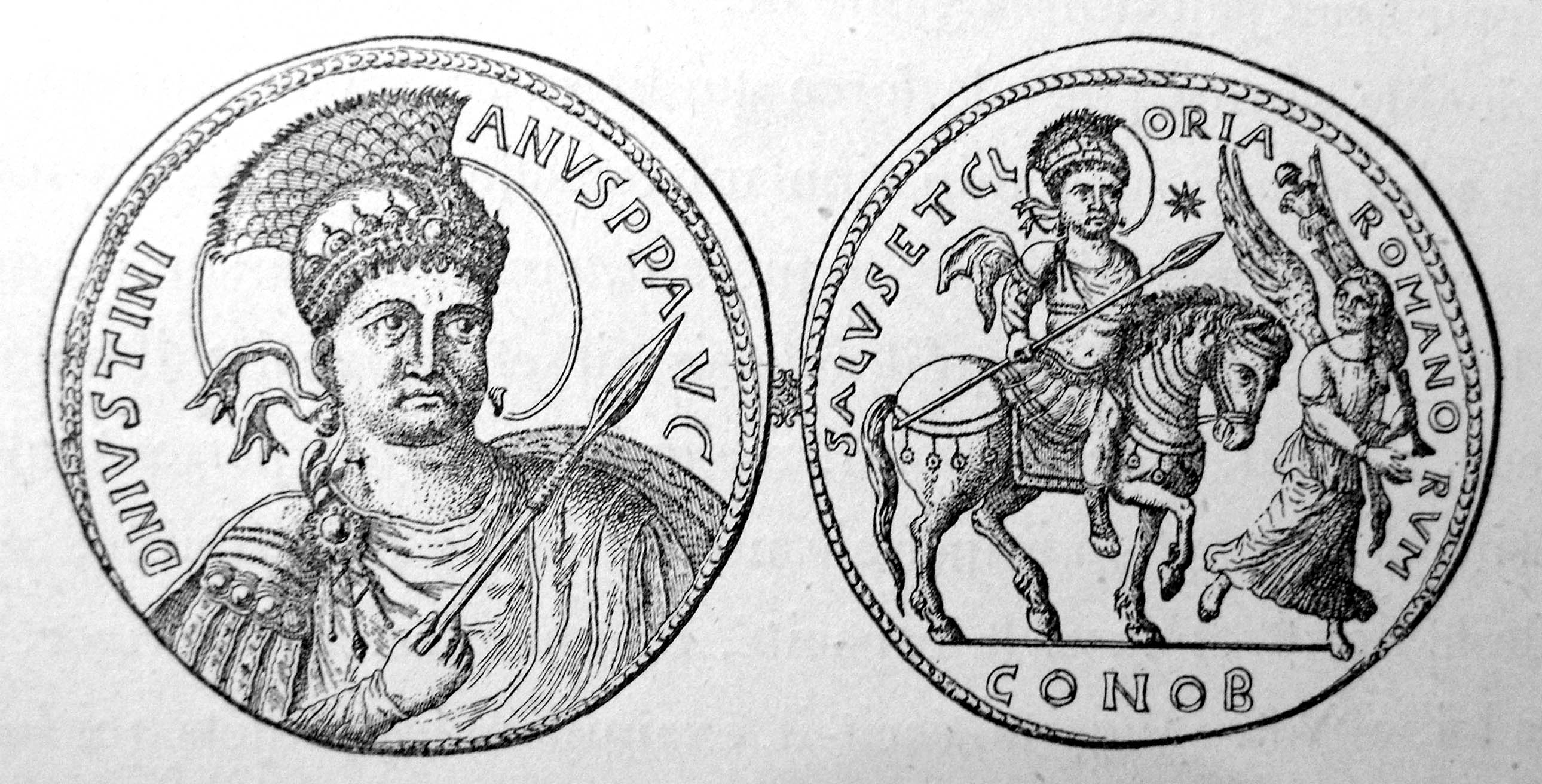
Moneda (Multiple Solidi) de l'emperador Justinià

Igual que en èpoques passades la riquesa de l'imperi residia principalment en l'agricultura, però en l'època de Justinià va tenir un especial desenvolupament el comerç a llarga distància, per exemple s'intercanviava mineral d'estany de Cornualla per blat del territori imperial o s'importava seda de l'Índia que després es processava en factories autòctones. Per tal de facilitar les transaccions comercials, Justinià va establir relacions d'amistat amb els abisinis, que feien de mediadors en el transport de la seda. A començaments de l'any 550 dos monjos van reeixir a portar amb vida capolls del cuc de la seda des de la Xina i així aquest va esdevenir un producte autòcton. L'or i la plata s'extreien dels Balcans, Anatòlia, Armènia, Xipre, Egipte i Núbia.
A començaments del regnat de Justinià a la tresoreria imperial hi havia més de 28.800.000 de sòlids (400.000 lliures d'or) herència del que havien recaptat Anastasi I i Justí I. Durant el regnat de Justinià es van prendre mesures contra la corrupció i la recaptació procedent de les províncies es va fer més eficient. Es va donar major poder administratiu als governants de les prefectures i les províncies, mentre que es reduïa el poder dels vicariats de les diòcesis, de les quals algunes es van abolir. La tendència general va anar cap a una simplificació de la infraestructura administrativa. La professionalització de la recaptació de taxes va afeblir l'autonomia de les ciutats romanes d'Orient.
Finalment l'economia es va veure ressentida per la fam i l'epidèmia.

## Desastres naturals
Les cròniques narren que el regnat de Justinià va coincidir amb una època de desastres naturals: en la dècada del 530 es van veure fums nocius a l'atmosfera, el sol no escalfava gaire, tot plegat va portar una sèrie de males collites i una fam entre la població com mai abans s'havia vist.
La causa d'aquests desastres encara no s'ha precisat i ha estat objecte d'estudi durant dècades. En la llista de possibles motius està l'erupció de diversos volcans: el Rabaul (a Papua Nova Guinea), l'Ilopango (a El Salvador) i el Krakatau (a Indonèsia); o potser un impacte astronòmic.
Uns anys després, el 542, hi va haver una epidèmia de pesta bubònica que va afectar gairebé tot el món i va matar desenes de milions de persones. Com a emperador, Justinià i els membres de la cort no es van veure afectats per la fam, però no van escapar a la malaltia, el mateix emperador la va patir i la va superar.
El juliol del 551, la Mediterrània oriental es va veure afectada per un terratrèmol davant la costa de Beirut que va acabar en un tsunami que va implicar la mort d'uns 30.000 ciutadans entre Antioquia i Alexandria.

## Genealogia
- Un pastor got
  - Justí I Flavi Anici (450-527, emperador 518-527)
  - Biglenza, llatinitzat Vigilància (Vigilantia), casada amb Istocos llatinitzat Sabati (Sabatius) 
    - Justinià I Flavi Anici (483-565, emperador 527-565, adoptat per Justí I el 520), casat amb Teodora, no va deixar fills legítims.
    - Vigilància, casada amb Dulcíssim
      - Justí II Flavi Anici, conegut com a Trax (Thrax), emperador el 565; mort el 578, casat amb Sofia, neta de l'emperadriu Teodora
        - Just (mort jove)
        - Aràbia (1) casada amb Biduri, o Baduari o Baduari (2)

      - Biduri, o Baduari o Baduari (2), curopalata, casat amb Aràbia (1)
      - Marcel
      - Praejecta, casada amb el patrici Areobind, i després amb Joan, nebot de l'emperador Anastasi.

    - Un fill de nom desconegut
      - Baraides
      - Just
      - Germà, Patrici i gran general, mort el 541; casat amb Pessara i després amb Matasunta, filla d'Eutaric rei dels ostrogots i de la reina Amalasunta I
        - Justí, cònsol, executat per Justi II entre 568 i 572
        - Justinià, gran general
        - Justina, esposa de Joan (nebot de Vitalià)
        - Germà Pòstum, o potser Germà (consogre de Maurici) ja que la seva filla es va casar amb Teodosi fill de l'emperador Maurici.